# تپه آشاقی خرمن لار
تپه آشاقی خرمن لار در استان قزوین، شهرستان آوج، بخش مرکزی شهرستان آوج، روستای چوبینه واقع شده و این اثر در تاریخ ۲۴ فروردین ۱۳۸۲ با شمارهٔ ثبت ۸۱۸۲ به‌عنوان یکی از آثار ملی ایران به ثبت رسیده است.